# 銀質沈著症
銀質沈著症（英語：Argyria）的症狀為皮膚呈現藍灰色（一種只影響外觀的皮膚變色症狀），這是因為人體內的銀含量過高。在學者Gaul和Staud的43個銀質沈著症案例中，銀質沈著症有（63%）是由醫藥上使用的銀膠（Collargol或Argyrol）所引起，其他則是由碘化銀或氯化銀所引起的。銀的毒性雖然很低，但很高的濃度下會得到銀質沈著症以外的人體毒性（老鼠的半致死口服劑量為1600mg/kg/d）。因為銀本身的特性會阻止微生物的繁殖作用，故能殺菌，而本身的活性易產生可變色的化學變化，故能使攝入銀的生物體產生變色的現象。